# Růžový palouček

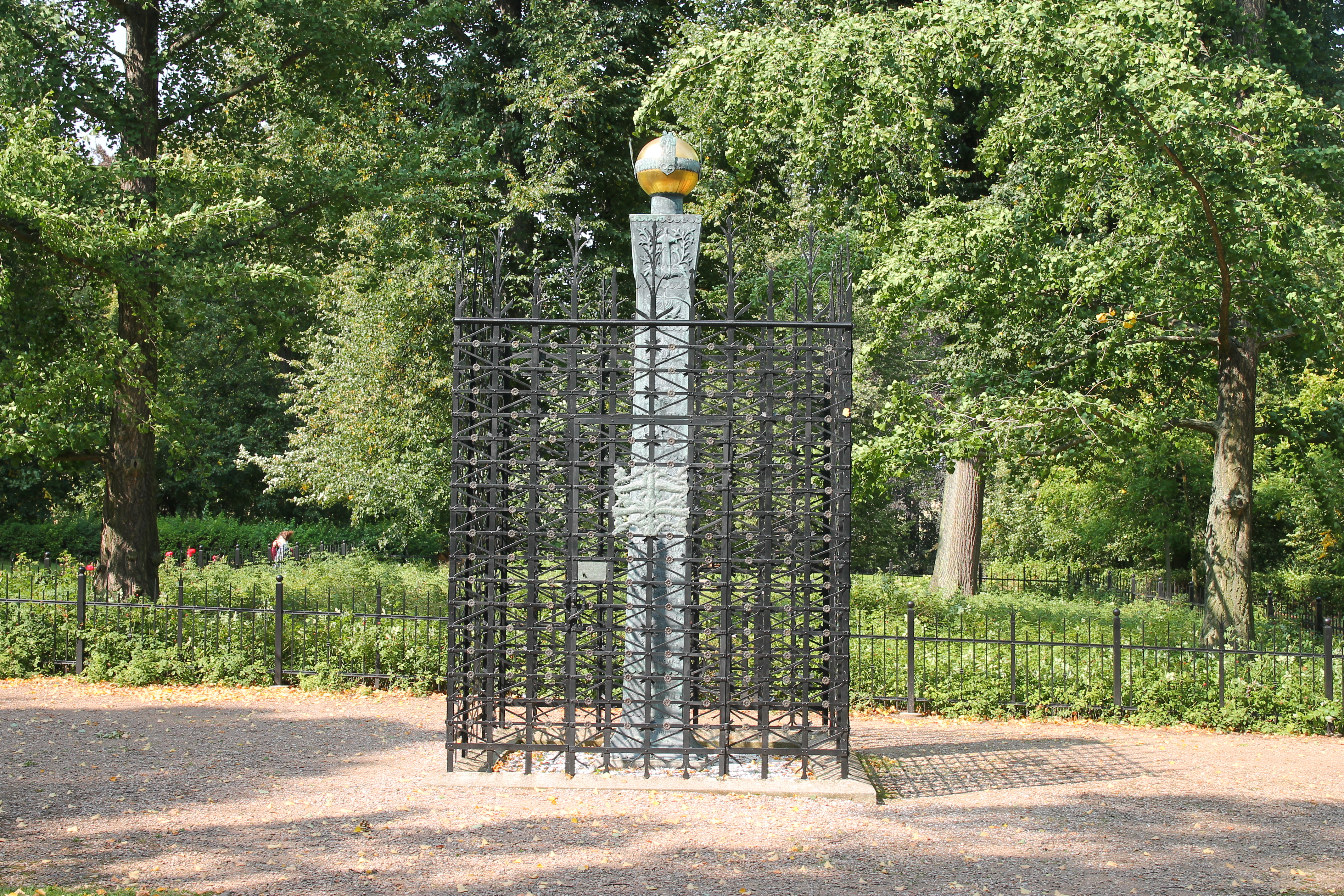
Plastika na Růžovém paloučku

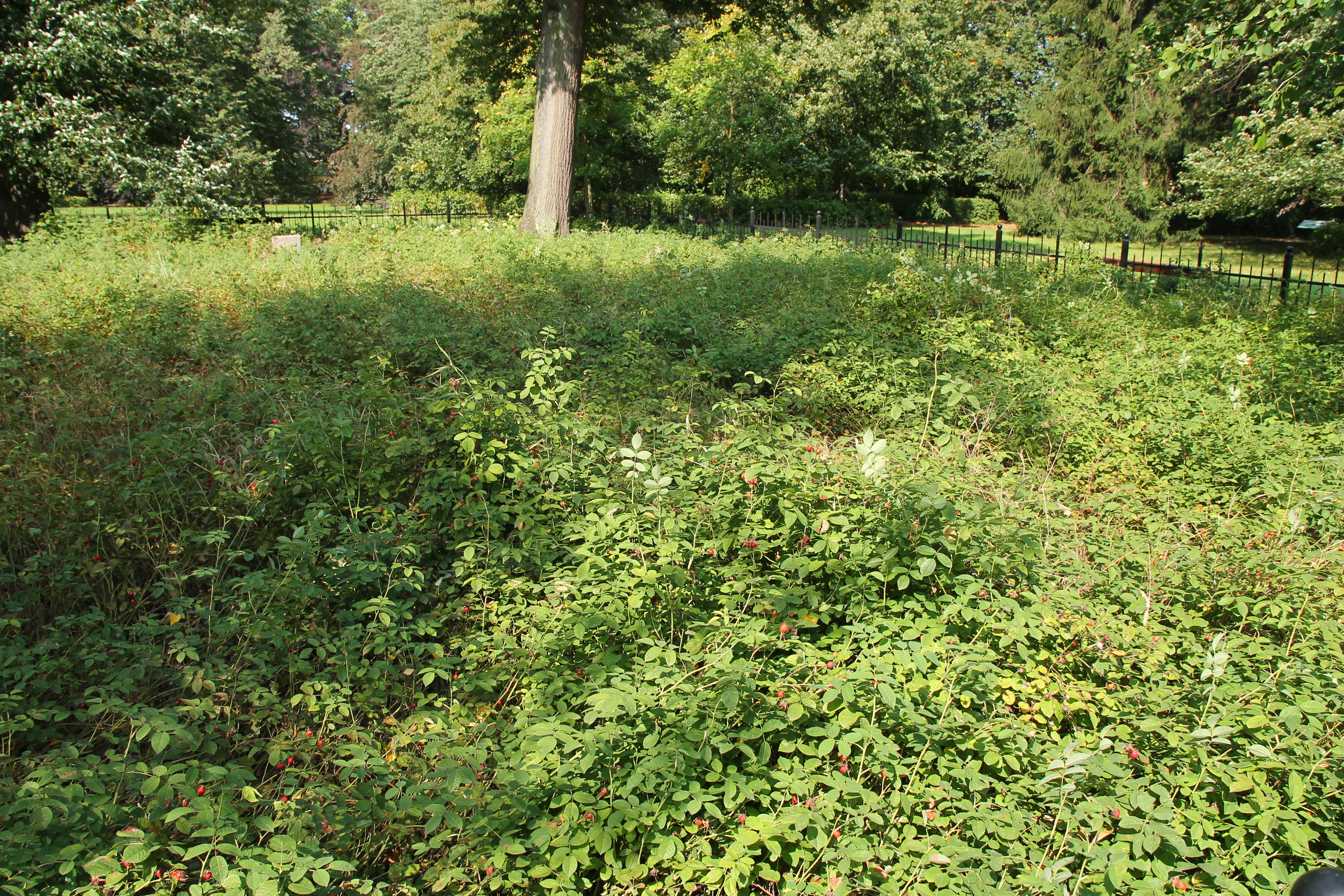
Porost růží

Růžový palouček je památné místo, které bylo 1. ledna 1989 prohlášeno kulturní památkou. Nachází se asi 7 km západně od Litomyšle mezi obcemi Morašice a Újezdec, v katastrálním území Újezdec u Litomyšle. Má rozlohu asi 1,85 ha, je porostlý galskými růžemi a obklopený parkem, v němž se nachází měděný památník českých bratří.

## Pověsti
Jako Červený palouček je zaznamenán v josefínském katastru z roku 1787 s poznámkou o neužitečnosti. K jeho velké známosti přispěl výrazně spisovatel Alois Jirásek ve Starých pověstech českých. Místo jej zaujalo v roce 1876 v době, kdy vyučoval na gymnáziu v Litomyšli. Umístil pověst o rozloučení českých bratří s rodnou krajinou po porážce českého stavovského povstání do Starých pověstí českých. Osobně se pak zúčastnil odhalení památníku.
Pověstí se k tomuto místu v různých variantách vztahuje celá řada. Po velké bitvě by se zde např. mělo sejít sedm králů, kteří na rozkvetlém paloučku sjednají věčný mír. Loučící se čeští bratři zde měli zakopat zlatý kalich. Z jejich slz zde také měly vykvést bílé růže. Růže odtud nejde podle dalších pověstí vzít a přesadit jinam. Palouček se též brání všem narušitelům. Několik pověstí se vztahuje i k ruským vojákům procházejícím tudy za napoleonských válek.

## Historie
Růžový palouček byl ve druhé polovině 19. století místem mnoha shromáždění. V roce 1903 vznikl Spolek pro získání Růžového paloučku veřejnosti. O tři roky se spolku opravdu podařilo místo odkoupit. Kromě starosti o palouček bylo jeho cílem také vztyčení památníku na tomto místě. Sibiřskou měď jako materiál darovali českoslovenští legionáři a památník podle návrhu architekta Aloise Meteláka vyhotovila Řemeslnická škola v Litomyšli. Památník má tvar čtyřhranného sloupu s kalichovitým vyústěním, na kterém je umístěna zlacená zeměkoule o půlmetrovém průměru. Na všech stranách sloupu jsou měděné reliéfy. Jedná se o symbolická vyobrazení vztahující se k českým bratřím. Nachází se zde také jména členů Jednoty bratrské, věnování tvůrců památníku a slova A. Jiráska. Sloup obklopuje ze všech stran mříž, na níž je připomenuto odhalení památníku, které se uskutečnilo 19. června 1921. Slavnostní řeč před asi 70 000 přítomnými návštěvníky pronesl A. Jirásek.
Park v okolí byl osázen v roce 1925 architektem Kulišanem a nachází se v něm např. jinan dvoulaločný. Do roku 1938 se na Růžovém paloučku konala setkání v den připomenutí upálení Jana Husa. Po druhé světové válce byla tato tradice obnovena pouze na dva roky. V roce 1952 byla nuceně zastavena činnost spolku. Ten se obnovil až v roce 1990 jako Spolek přátel Růžového paloučku v Újezdci, který se opět o místo stará a pořádá zde znovu slavnosti.

## Růžový palouček u Žacléře

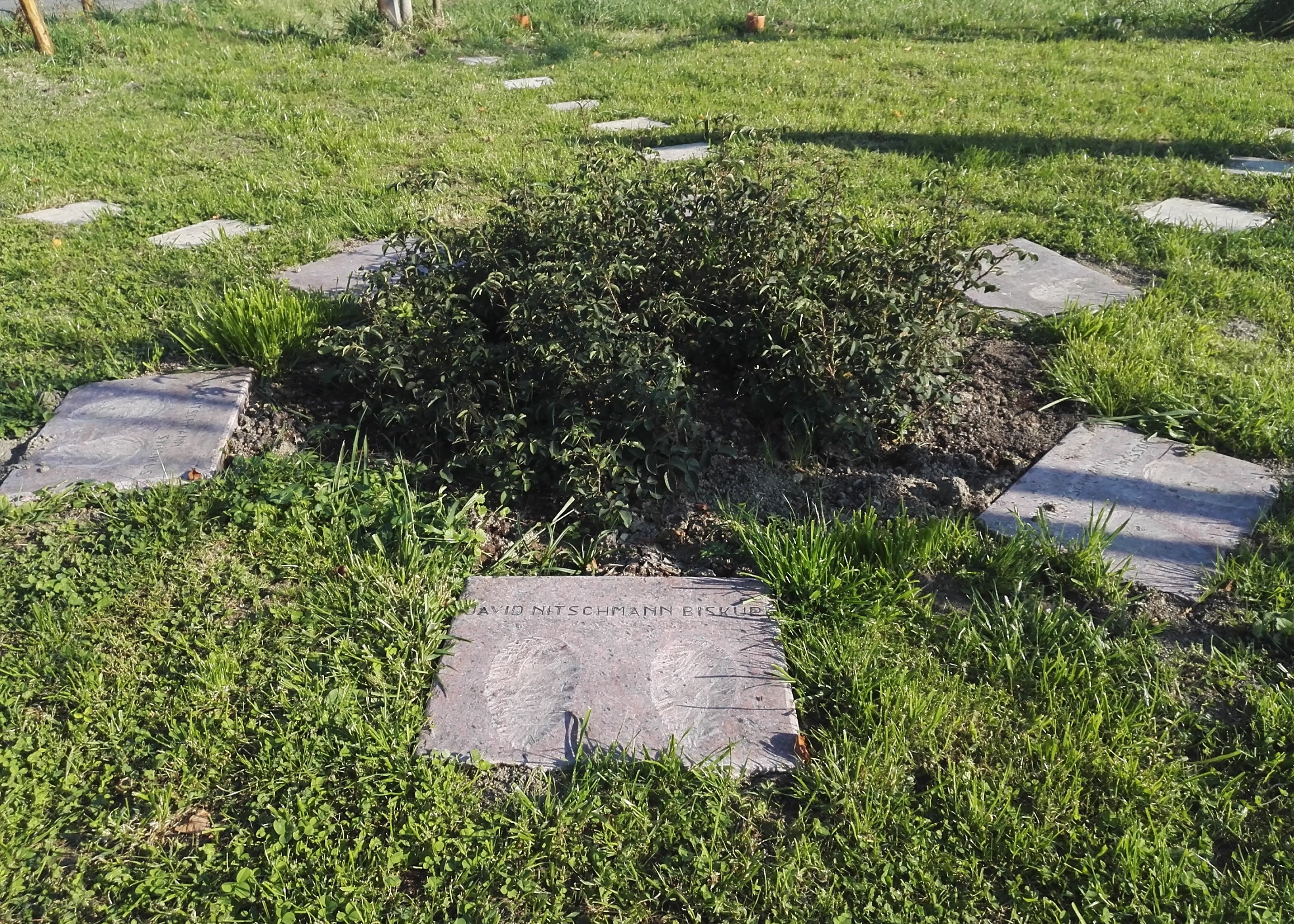
Růžový palouček u Suchdola nad Odrou

Jiné památné místo, zvané též Růžový palouček, se nachází na státní hranici severně od Žacléře  v osadě zvané Černá Voda. Zde je umístěn reliéf Jana Amose Komenského a deska s údajem, že zde dne 4. února 1628 překročil hranici s Polským královstvím. Do své vlasti se již nikdy nevrátil. V té době však tudy procházela jen „zemská“ hranice mezi Českým královstvím a Slezským vévodstvím v rámci Zemí Koruny české a tehdejší Habsburské monarchie. S Polskem zde Česká republika respektive Československo hraničí až od roku 1945.

## Růžový palouček u Suchdola nad Odrou
Další památné místo, zvané též Růžový palouček, se nachází v Suchdole nad Odrou pod Kletnou u odbočky k přehradě. Označuje pravděpodobné místo, kde se 2. května 1724 loučilo pět exulantů (Fünf Kirchenmänner) ze Suchdola s rodnou obcí, když pro víru opouštěli vlast. Zahájili tím rozsáhlé exilové hnutí tajných nekatolíků z Kravařska. V roce 2021 byl na místě vybudován malý parčík s památníkem.